# Liaodi-pagode

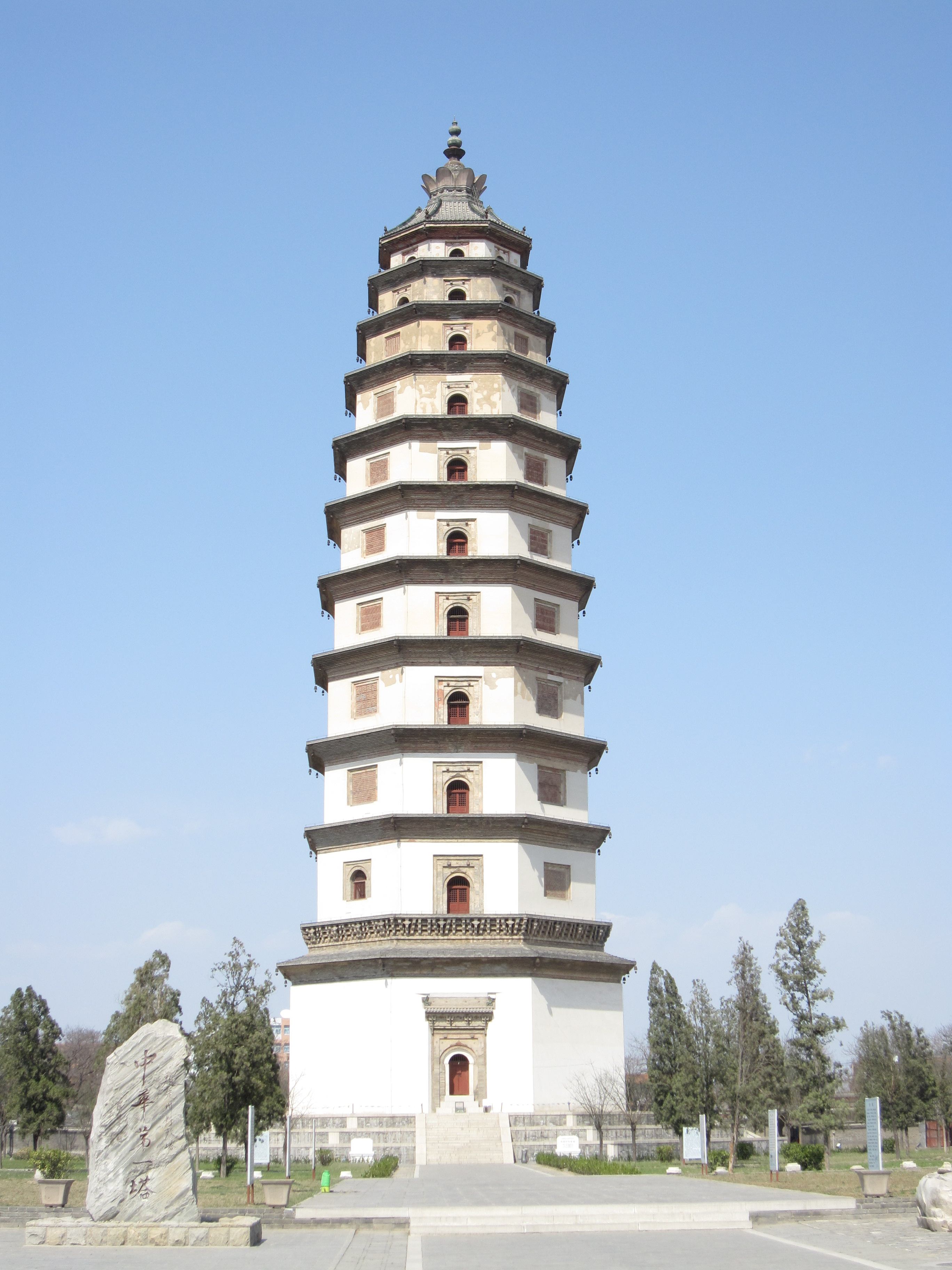
De Liaodi-pagode

De Liaodi-pagode is een Chinese pagode in Dingzhou in de provincie Hebei. Hij is gebouwd tijdens de Song-dynastie.
Samen met de Liuhe-, Lingxiao-, Pizhi-, Beisi- en de IJzeren pagode wordt de Liaodi-pagode als een meesterwerk van de architectuur uit de Song-dynastie gezien.